# Dominic Kinnear
Dominic Kinnear (Glasgow, 26 luglio 1968) è un allenatore di calcio ed ex calciatore statunitense, di ruolo centrocampista, tecnico in seconda dell'FC Cincinnati.

## Palmarès

### Nazionale
- Gold Cup: 1

1991

### Allenatore
- Campionato MLS: 2

Houston Dynamo: 2006, 2007